# جو چنگ
جوزف چنگ (چینی سنتی: 鄭元暢; چینی ساده: 郑元畅; پین‌یین: Zhèng Yuánchàng؛ زادهٔ ۱۹ ژوئن ۱۹۸۲) مدل، بازیگر و خوانندهٔ اهل تایوان است. گرچه فعالیت حرفه‌ای خود را با مدلینگ آغاز کرد، شهرت اصلی او به خاطر بازی در نقش جیانگ ژی‌شو در نسخهٔ تایوانی مجموعه درام اقتباس شده از مانگای ژاپنی بوسهٔ شیطنت‌آمیز با عنوان با یک بوسه شروع شد است. چنگ در بسیاری از مناطق آسیا، به ویژه در تایوان، چین، هنگ‌کنگ، سنگاپور، فیلیپین و ژاپن به عنوان بازیگری شناخته‌شده مطرح شده است. چنگ در اکتبر ۲۰۰۹ نخستین آلبوم چندآهنگهٔ خود با عنوان یک ترانه بخوان را منتشر کرد. نام این آلبوم و تایتل ترک آن، بازی زبانی با سومین حرف از نام او، «چانگ» (暢) است که در زبان چینی هم‌آوا با واژهٔ «خواندن» یا «آواز خواندن» (唱) است.

## اوایل زندگی
جو چنگ که پیش‌تر (پیش از سال ۲۰۰۵) با نام برایان چنگ شناخته می‌شد، در ناحیه بیتون، تایچونگ، تایوان بزرگ شد. پس از طلاق والدینش در دوران دبستان، همراه با پدرش زندگی کرده است. او همچنین خواهری بزرگ‌تر دارد که نزد مادرشان زندگی می‌کند.

## زندگی شخصی
جو چنگ خدمت سربازی خود را در هنگ دوم گارد ساحلی تایوان به پایان رسانده است.